# عين الشعرة
قرية عين الشعراء تقع على سفح جبل الشيخ تطل على سفوح وهضاب ممتدة حتى العاصمة دمشق، وتتبع عين الشعرة مدينة قطنا - ناحية الحرمون، وتبعد عن العاصمة دمشق 65 كم على ارتفاع 1450 م عن سطح البحر.

## التسمية
اسم القرية الأصلي هو عين الشعراء بتسكين الشين وتشديدها، نسبة إلى «شعراء» حرمون أي غابة حرمون، الذي هو جبل الشيخ. وفي اللغة العربية الشعراء اسم مرادف لاسم الغابة كناية عن كثافة شجرها كالشعر. وبالتالي يعني الاسم «عين شعراء حرمون». ولكن البعض يظن أن العين التي نسبت بها البلدة كانت تستقطب أيضاً الزجالين، أو الشعراء الشعبيين الذين كانوا يتساجلون عندها. 

## نبذة
تشهد القرية والمنطقة بشكل عام حركة السياحية كبيرة، وكانت القرية ولا تزال مقصدا لمخرجي التلفزيون - وتم فيها تمثيل العديد من المسلسلات والأفلام السورية مثل شفيق ونظيرة، مرايا، بقعة ضوء، حسيبة، زهرة النرجس وشوك ينبت في العيون والشريد وغيرها.

تقسم إلى قسمين: الحارة الفوقة والحارة التحتى وكل سكانها من المسيحيين والموحدين من بني معروف. وفيها ثلاث كنائس: الكنيسة الإنجيلية الوطنية وهي تتبع السينودس الإنجيلي الوطني في سوريا ولبنان، وكنيسة القديس جاورجيوس للروم الكاثوليك وكنيسة القديس جاورجيوس للروم الأرثوذكس ومجمع للدروز.
فيها ينبوع ماء في الحارة الفوقة وينبوع ماء في الحارة التحتى متميز بجماله ويستقي منه سكان القرية، وهو ملتقى لشبانها ويسمى العين.

## المعالم السياحية
من المعالم السياحية الأخرى نذكر مغارة الحمام، الوادي، نبع المخاضة، أراضي تحت العين، راس المطل الذي يطل على قرية خربة السودا ووادي بحيران (نهر الأعوج).
وأيضا تعتبر عين الشعرة من أقدم القرى التي حاذت على العلم ويوجد فيها المدرسة قديمة جدا معروفة من قبل المسنين بالمنطقة حيث كانو يقصدونها من اجل قرأة الرسائل القادمة من أقربائهم المغتربين ويفتخر أهل القرية بارتفاع نسبة من أتموا تعليمهم العالي من أبنائهم خاصة في مجالات الطب والهندسة والتدريس. 
حسب وثائق الشيخ أبو عمار يوسف محمد أبوحامد الذي عاش بين عامي (1872-1971)م وكان شيخ القرية وأحد وجوهها:
"عين الشعرا قرية حديثة العهد نسبيا أسسها جدنا الشيخ عبد الله الشيخ سلطان (وراءه من العائلات أبو حامد والشيخ وراضي وأبو محمود وعز الدين وبقي له أقارب من نفس الكنية قسم هاجر إلى لبنان لازالوا يحملون نفس الكنية الشيخ سلطان وفسم آخر لازال في جبل السماق قرية كفتين من آل عز الدين) قادما من جبل السماق قرية كفتين بالقرب من حلب عند بداية الاحتلال العثماني لسورية حيث قاوموه أجدادنا وبعد احتلال حلب من قبل الغزاة الأتراك العثمانيين جاء مع رجاله وعائلاتهم إلى جبل الشيخ في أوائل الربيع وقد رأى جمال الطبيعة الأخاذ والمباه الدافقة من العيون فاستراح مع رجاله قرب العين الفوقا وإذ برعاة لاحوا قريبا منهم فاستدعوهم وعرفوهم من لباسهم بأنهم من الموحدين الدروز فعرفوا أنهم من قرية صغيرة تقع غرب عين الشعرا تسمى (عين الدلبة) - لازالت بقايا القرية قائمة الآن - وهم.من عائلتي (شعفورة ومعدي) فطلب منهم دعوة شيوخهم للقائه فما لبثوا أن قدموا إليه وزارهم في قريتهم عين الدلبة لكن الموقع لم يعجبه فطلب منهم الإقامة معهم في نفس المكان عين الشعرا فوق العين التحتا والوافدون الجدد فوق العين الفوقا وبالتالي يتآخون وتزداد قوتهم بتعاضدهم، وبعد ذلك طلب أقاربه وعائلته للقدوم إليه من جبل السماق قرية كفتين والإقامة في القرية الجديدة عين الشعرا وكان له من الأبناء ثلاثة وهم: الشيخ حسن الذي كان وجها اجتماعيا وذا نفوذ وقوة وأخوه الشيخ ضياء الدين من أصحاب الكرامات ومقامه يزار حتى الآن في قرية عين الشعرا والشيخ سعيد أصغرهم صاحب العلم والمعرفة والمرجعية الدينية الكبيرة آنذاك حيث بقي تطول فترة يتتلمذ على يد الأمير السيد عبد الله التنوخي وكان يقدم إلى عين الشعرا قريته وقرية أهله عن طريق قرية بقعسم في جبل الشيخ حيث يستضيفوه ويقيم حلقات علم في بقعسم ويغادر كل يوم خميس وجمعة إلى عين الشعرا عن طريق وادي بحيران فأزعج مروره أحدهم حيث قام بنشر الصفصافة التي كانت مدلاة على النهر فغرق وحمله النهر إلى القرب من قرية بيتيما فيقال أن النهر أشع نورا في الليل فعلم أهالي بقعسم أن حدثا ما حصل للشخ سعيد فذهبوا وإذ بجثته على طرف النهر فأصروا أن يدفنوه في قرية بقعسم ولازال مقامه يزار حتى الآن ويعتبر من الأولياء الصالحين وأصحاب الكرامات ولم يتزوج وينجب. لقد كان الأخوة الثلاثة أصحاب شأن ونفوذ ديني واجتماعي بعزوة والدهم الشيخ عبد الله وكانوا طلبة علم ومعرفة تتلمذوا على يد الأمير السيد عبد الله التنوخي قريبهم الذي كان أميرا وإماما للجامع الأموي آنذاك فنهلوا العلم وأصبحوا مرجعيات دينية وروحية.. وعندما استقرت أحوال الشيخ عبد الله أرسل لأقاربه الذين أقاموا معه وهم سلامة حيث وراءه عائلات نصر الدين وشديد وخطار.. وقرقماز وراءه عائلات جبر وانديوي وقرقماز.. وعائلات فخر الدين وارشيد وحاتم وعبود الذين استوطنوا في عين الشعرا فترة من الزمن ثم هاجروا إلى جبل العرب قرية الدور ولازال عائلتي رشيد وفخر الدين يتكنون بالشعراني حتى الآن.. وخلال فترة وجيزة أصبحت عين الشعرا من القرى المتميزة وذات الشأن في المنطقة وامتدت على رقعة كببرة وثار لها مزارع عدة منها مزرعة الدير دورين مغر المير.. 
انتقلت إلى عين الشعرا عائلات أخرى (آل حمدان قدموا من فلسطين ومزهر قدموا من لبنان وكذلك من العائلات المسيحية نصر مارينا أبوالنصر داوود طنوس عبود القسيس أبو عيسى الأسمر المعلوف الخوري الياس عون حنا الحداد بشارة فرح الذين انتقل غالبيتهم إلى قرية حينة.. وعاشوا جميعا أخوة لايفرقهم دين الأفراح والأتراح تجمعهم يعيشون على حلو الحياة ومرها حتى لباسهم متشابه بشكل كبير إلا أن بعض الأخوة المسيحين كانوا يلبسون الحطة السوداء والعقال والبعض كان يلبس الحطة البيضاء كما الأخوة الدروز وكان البعض الذين جاؤوا متأخرون من لبنان يلبسون الطربوش اللبناني الشعبي ورجال الدين الدروز يلبسون العمامات..
كان أجدادنا في عين الشعرا مهتمين بعلوم الفلك حيث يرصدون انعكاس نجم على صفحات المياه (نبع عين أبوطريف) اسمه نجم الشعرا بدراسته وزوايا انعكاساته على صفحات المياه يحددون الطقس وسنوات الخير.. لذا يقال أن اسم القرية جاء من اسم النجم..
خلال فترة وجيزة أصبحت عين الشعرا من القرى المتقدمة وذات الشأن في المنطقة ويقال أن الأمير السيد ومن جاء بعده يعتمدون على رجالات وشيوخ عين الشعرا في حل مشكلات الأقليم والملمات.. ويقال أنه كان في وقت واحد أربعون شيخا من (أصحاب العبي المقلمة) مراكز دينية..